# Dorfkirche Künsdorf

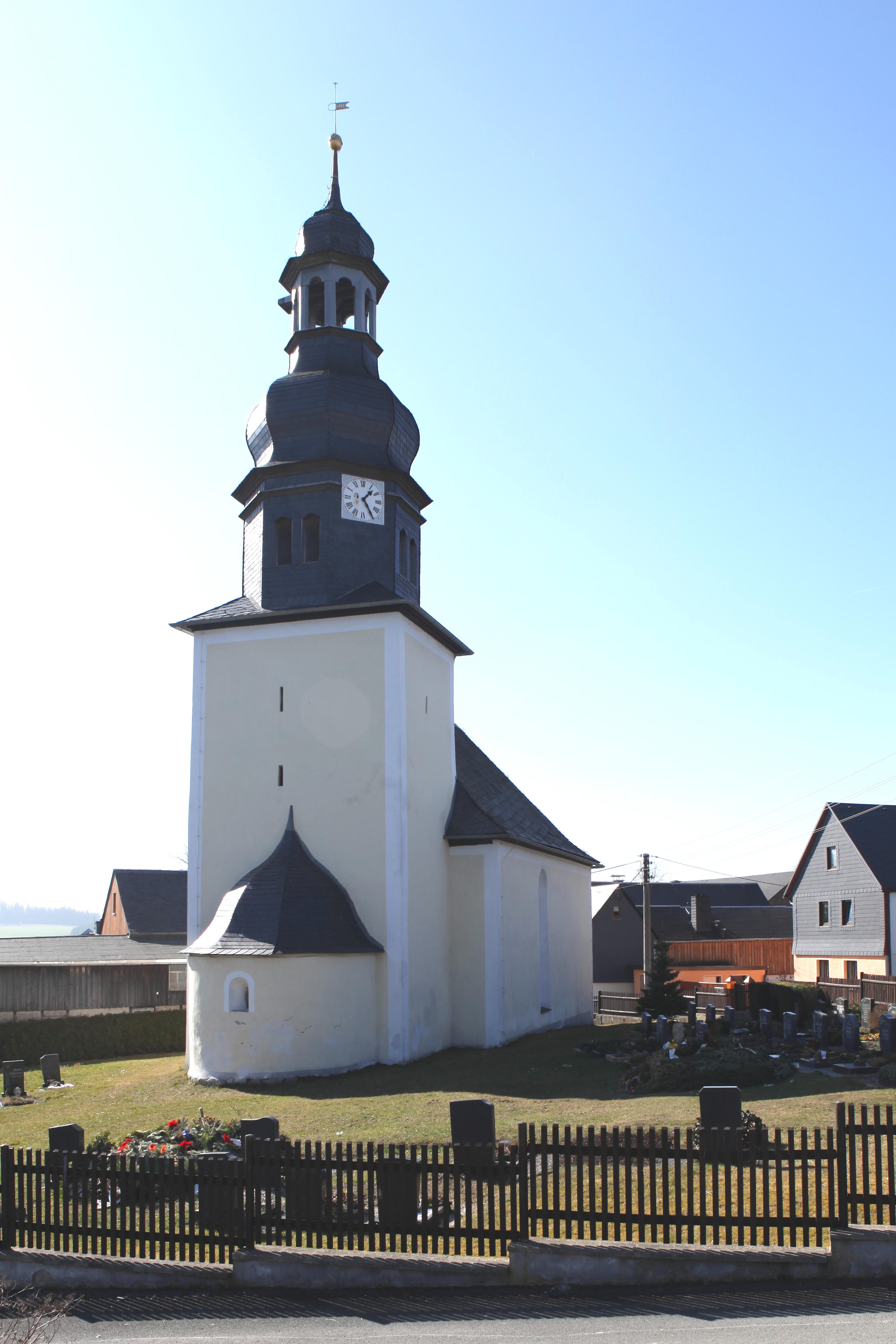
Dorfkirche Künsdorf

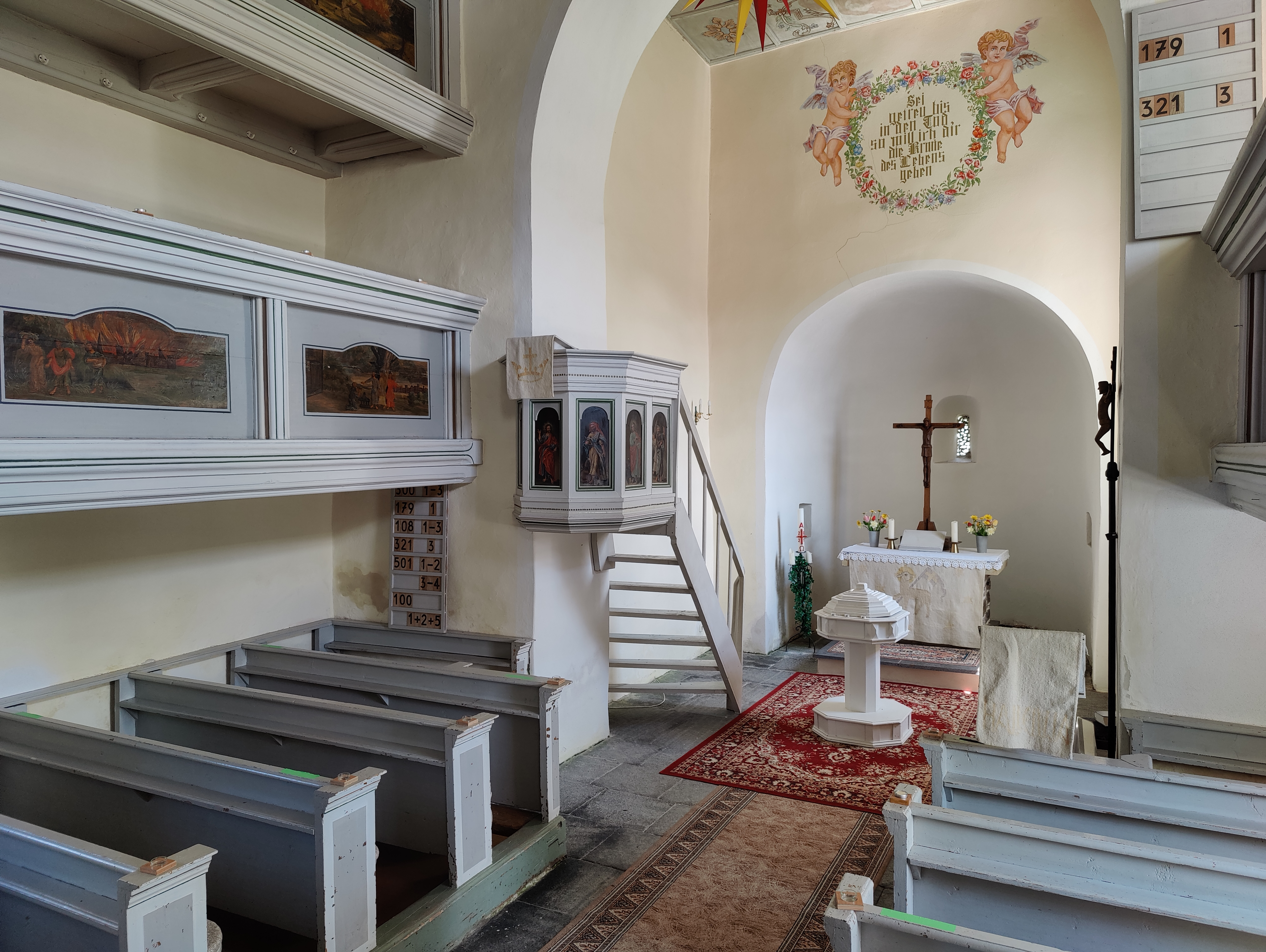
Innenraum (2022)

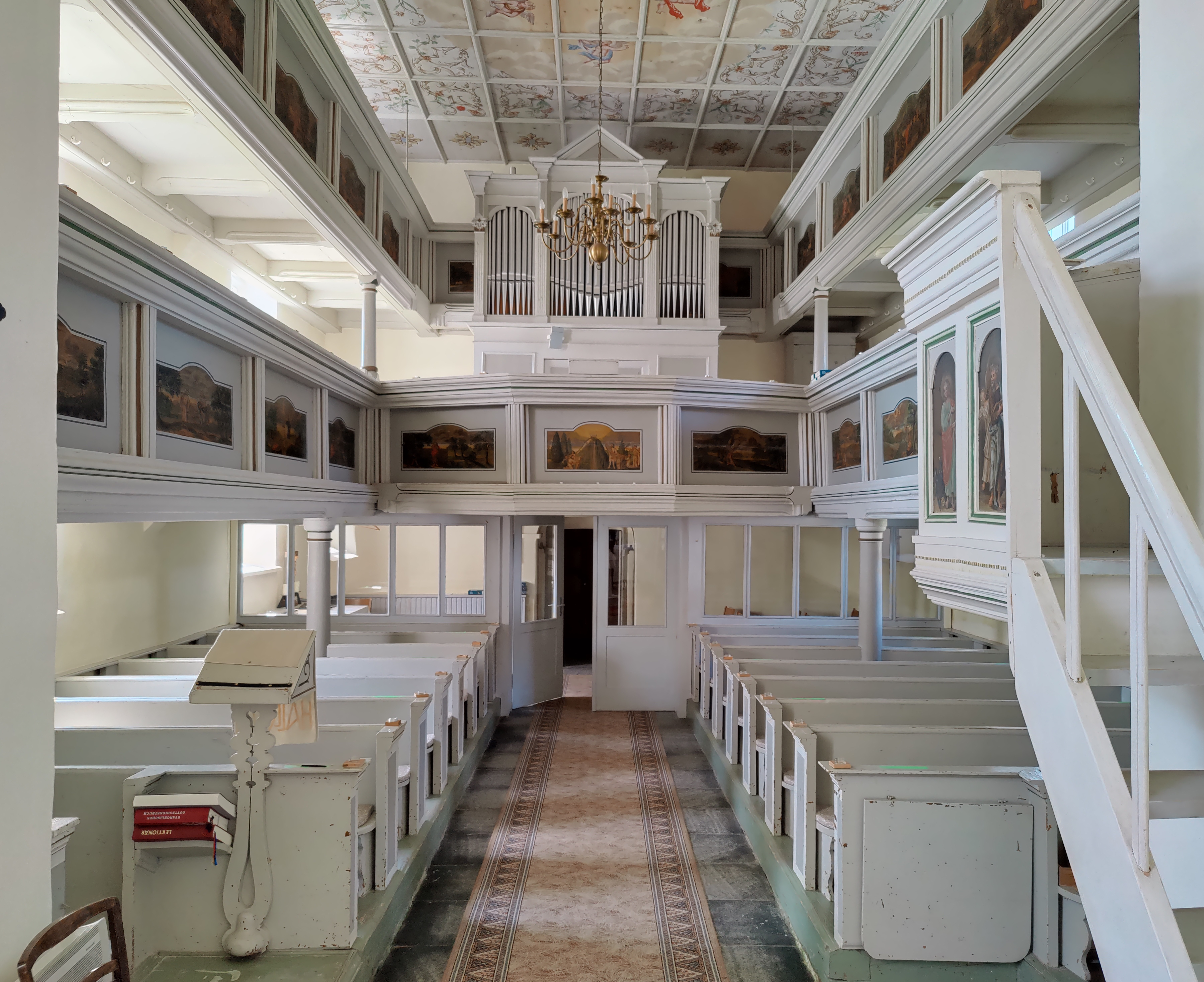
Blick zur Orgel

Die evangelisch-lutherische, denkmalgeschützte Dorfkirche Künsdorf steht in Künsdorf, einem Ortsteil der Stadt Tanna im Saale-Orla-Kreis in Thüringen. Die Kirchengemeinde Künsdorf gehört zur Pfarrei Gefell im Kirchenkreis Schleiz der Evangelischen Kirche in Mitteldeutschland.

## Beschreibung
Die spätromanische Saalkirche aus dem 13. Jahrhundert brannte 1718 aus und wurde unter Verwendung älterer Reste des östlichen Gebäudeteils wieder errichtet. Das mit einem schiefergedeckten Satteldach versehene Langhaus hat einen eingezogenen quadratischen Chorturm mit achtseitigem Aufsatz, der eine bauchige Haube trägt, auf der eine offene Laterne sitzt. An ihm ist eine halbrunde Apsis angebaut. Der Raumeindruck wird durch eine wuchtige Konche mit einem kleinen Fenster über der Ostwand bestimmt. Der einst vorhandene Kanzelaltar wurde in den 1950er Jahren entfernt. An den Brüstungen der zweistöckigen Emporen sind an der Nordseite vier Szenen des Alten Testaments, an der Südseite solche des Neuen Testaments dargestellt. Bei einer früheren Renovierung wurden die um die Bilder gemalten Ornamente überstrichen. Auf der oberen Westempore sind noch zwei Bilder teilweise erkennbar, das mittlere wird durch den Orgelprospekt verdeckt. Die heutige Orgel wurde 1898 von Georg Emil Müller erbaut und 2006 überholt. Sie verfügt über 8 Register auf zwei Manualen und Pedal. Die Kanzel, die heute an der Seite steht, zeigt Christus und die vier Evangelisten.
Eine Kartusche über dem Westeingang nennt das Jahr 1960 als Zeitpunkt des Abschlusses der letzten Erneuerung. Im Jahr 1964 beschädigte ein Blitzschlag den Turm, was langjährige Arbeiten am Gebäude nach sich zog. Seit 1996 wird die Kirche wieder benutzt.